# 艾萨克·伯杰
艾萨克·伯杰（英語：Isaac Berger，1936年11月16日—2022年6月4日），美国男子举重运动员。他曾代表美国参加1956年、1960年和1964年夏季奥林匹克运动会举重比赛，获得一枚金牌和二枚银牌。